# Dagprijssystematiek
Dagprijssystematiek ook wel dagprijs is een vergoedingswijze die vanaf 2012 wordt toegepast door Nederlandse zorgverzekeraars om leveranciers van medische hulpmiddelen, zoals: apotheken en medisch speciaalzaken, te vergoeden. Hierbij wordt overeenkomstig contractuele afspraken een vast dagtarief betaald voor een tijdvak dat wordt gedeclareerd; meestal per maand of per kwartaal. In plaats van de producten afzonderlijk in rekening te brengen wordt een vaste vergoeding, overeenkomstig een gemiddeld verbruiksprofiel, per dag uitbetaald aan de leverancier door de zorgverzekeraar.
De dagprijs is specifiek voor verbruiksartikelen ten behoeve van mensen lijdend aan chronische ziektes en aandoeningen, zoals: diabetes en incontinentie. De dagprijs is vastgesteld voor de contractduur tussen de zorgverzekeraar en de leverancier; meestal twee kalenderjaren. De leverancier krijgt voor elke dag dezelfde vergoeding ongeacht de uitgeleverde hoeveelheid aan verbruiksartikelen. De dagprijs kan ertoe leiden dat de leverancier, bij een zware zorgvraag, geen winst maakt of zelfs verlies draait en de winst moet behalen bij klanten met een relatief lage zorgvraag.

## Inschaling
Doordat de zwaarte van de zorgvraag erg kan verschillen is de dagprijssystematiek gestoeld op een inschalingsmodel, deze verschillen per medische indicatie, waarbij elke schaal voor een bepaalde zwaarte van de zorgvraag staat - zie: 'Voorbeeld' rechts. Een klant zal middels een vraaggesprek worden ingedeeld in een van de schalen. Voor elke schaal is er een afzonderlijke dagprijs vastgesteld in een tweejaarlijks contract tussen de leverancier en de zorgverzekering. De dagprijs is gebaseerd op een gestelde norm om de zorgvraag voor die specifieke schaal te kunnen bekostigen. Dit heeft meestal tot gevolg dat de leverancier een strikte limiet stelt aan de hoeveelheid materiaal dat wordt uitgeleverd per schaal en zal werken met een voorkeursassortiment van waaruit de leverancier te allen tijde probeert haar klanten te beleveren.
| Voorbeeld \| Schaalverdeling: Incontinentie \| Schaalverdeling: Incontinentie \| \| Schaal \| Definitie \| \| ------------------------------ \| ------------------------------ \| \| 0 \| Verwaarloosbaar \| \| 1 \| Enkele druppel \| \| 2 \| Meerdere druppels \| \| 3 \| Kleine scheutjes \| \| 4 \| Grote scheuten \| \| 5 \| Halve blaasinhoud \| \| 6 \| Gehele blaasinhoud \| \| 7 \| Volledig incontinent \| |                      |
| Schaalverdeling: Incontinentie |                      |
| Schaal | Definitie            |
| 0 | Verwaarloosbaar      |
| 1 | Enkele druppel       |
| 2 | Meerdere druppels    |
| 3 | Kleine scheutjes     |
| 4 | Grote scheuten       |
| 5 | Halve blaasinhoud    |
| 6 | Gehele blaasinhoud   |
| 7 | Volledig incontinent |

## Continuïteit
Nederlandse zorgverzekeraars zijn vrij in het stellen van maximale declaratietermijnen maar meestal stellen zij dat een leverancier van medische hulpmiddelen voor maximaal één kwartaal per keer mogen leveren. De leverancier zal in het ideale geval vier declaraties indienen per kalenderjaar en alle dagen uitbetaald krijgen. De leverancier zal hierom proberen om exact te leveren naar de individuele behoefte van de klant, zodat deze tijdig, maar niet te vroeg, opnieuw een bestelling plaatst. Indien een klant langer gebruik kan maken van de hulpmiddelen dan voorheen was berekend, resulteert dit meestal in een latere bestelling. De dagen tussen het einde van de dagprijs en het ingaan van de nieuwe dagprijs worden niet uitbetaald aan de leverancier en mogen worden beschouwd als derving.
Echter wanneer een klant een hoger verbruik heeft dan waarop eerder is geleverd door de leverancier - meerverbruik - zal de klant eerder een nieuwe bestelling willen plaatsen; eerder dan dat de gedeclareerde dagen voorbij zijn. Per dag wordt slechts één keer de dagprijs vergoed aan de leverancier en dit betekent dat ofwel de klant op eigen rekening de extra hulpmiddelen kan bestellen bij de leverancier of dat de klant akkoord dient te gaan met een door de leverancier voorgesteld alternatief waardoor het meerverbruik kan worden tegengegaan. Eventueel kan opnieuw een vraaggesprek worden afgenomen waardoor de klant mogelijk in een hogere schaal wordt geplaatst.

## Dagprijsverzekeraars
Haast alle Nederlandse zorgverzekeraars hanteren een dagprijssystematiek voor verbruikersartikelen ten behoeve van mensen die kampen met incontinentieklachten. Gebruikersartikelen voor diabeten worden bij een meerderheid van de verzekeraars middels een stukprijs vergoed. Echter zorgverzekeraars: CZ, Achmea en bijna alle verzekeringsmaatschappijen die daaronder vallen hanteren een dagprijssystematiek.

## Hulpmiddelen met dagprijsvergoeding
- absorberend verband; zoals: inleggers
- afvoerende hulpmiddelen; zoals: katheters
- diabetestestmateriaal; zoals: bloedglucosestrips
- stomamateriaal; zoals: stomazakjes